# Nicolas Sarkozy
Nicolas Sarkozy (rođen kao Nicolas Paul Stéphane Sarközy de Nagy-Bocsa, Pariz, 28. siječnja 1955.), francuski političar i bivši predsjednik Francuske.

## Životopis
Rođen u Parizu kao sin mađarskog imigranta Pála Sárközyja i Andrée Mallah, francuske Židovke. Otac mu je bio pripadnik nižeg mađarskog protestantskog plemstva. Pál Sárközy je do emigracije u Francusku pored mjesta Szolnok u Mađarskoj posjedovao veći zemljišni posjed i manji dvorac. S nadiranjem Crvene armije 1944. godine Pál Sárközy izbjegao je preko Njemačke u Francusku gdje je regrutiran u Legiju stranaca u kojoj je proveo razdoblje do 1948. kada se seli u Pariz gdje upoznaje Nicolasovu majku Andrée Mallah s kojom je dobio troje djece, Nicolasa, Guillaumea i Francois.
Tijekom djetinjstva otac Pál Sárközy napušta obitelj i ostavlja ju bez financijske pomoći pa je Nicolas bio prisiljen brinuti se sam o sebi. Nakon školovanja i studija prava osniva reklamnu agenciju koja mu je donijela bogatstvo.
Sarkozy se prvi put oženio 23. rujna 1982. s Marie-Dominique Culioli, drugi put u listopadu 1996. s Céciliom Ciganer-Albeniz, te treći put 2. veljače 2008. s Carlom Bruni.

## Politička karijera
Politička karijera Nicolasa Sarkozyja počela je u njegovoj 22. godini kada se uključio u neodegolističku stranku i kada je postao vijećnik u bogatom pariškom predgrađu Neuilly-sur-Seine u kojem je kasnije postao i načelnik. U nacionalnim okvirima postao je poznat nakon talačke krize u navedenom predgrađu 1993. godine pri čemu je on odigrao značajnu pregovaračku ulogu prije nego što je policija likvidirala otmičara. 
Nakon toga događaja politička karijera Nicolasa Sarkozyja kreće u uzlaznom smjeru. Postaje ministar za proračun u vladi Édouarda Balladura u razdoblju 1993. do 1995. 1999. godine na kratko postaje i predsjednik neodegolističke partije, a 2002. godine nakon što je Jacques Chirac postao predsjednik Francuske ulazi u vladu kao ministar unutarnjih poslova, nakratko kao ministar financija da bi se ponovno vratio na položaj ministra unutarnjih poslova.
Nicolas Sarkozy je karizmatičan političar poznat po svojim oštrim i jasnim istupima protiv kriminala. Kritičari ga optužuju za demagogiju, populizam i desničarenje.
Tijekom 2006. godine izborio je ispred svoje stranke Union pour un mouvement populaire (UMP) kandidaturu za francuskog predsjednika pa je u prvom krugu predsjedničkih izbora održanih 22. travnja 2007. osvojio najveći broj glasova i ušao u drugi krug koji se održao 6. svibnja 2007. Nicolas Sarkozy pobijedio je u drugom krugu predsjedničkih izbora protukandidatkinju Segolène Royal te je time postao francuski predsjednik i nasljednik Jacquesa Chiraca.
Dana 1. ožujka 2021. osuđen je na tri godine zatvora zbog korupcije i trgovine utjecajem.